# Raúl Paredes
Raúl Paredes (* 1966 im Bundesstaat Morelos) ist ein ehemaliger mexikanischer Fußballspieler, der zu Beginn seiner Laufbahn vorwiegend in der Sturmreihe und später meistens im offensiven Mittelfeld eingesetzt wurde. Er ist bekannt als „der erste Mexikaner, der in Deutschland spielte“.

## Stationen
Paredes erhielt im Alter von 16 Jahren seinen ersten Profivertrag beim Club Deportivo Zacatepec, für den er in der Saison 1983/84 in der damals noch zweitklassigen Segunda División spielte. Er gewann mit den Cañeros die Meisterschaft der zweiten Liga und schaffte mit dem Team somit den unmittelbaren Wiederaufstieg in die Primera División. Paredes kam zu diesem Zeitpunkt noch nicht in den Genuss, erstklassig spielen zu dürfen und spielte in der darauffolgenden Saison 1984/85 beim Zweitligisten UAT Correcaminos, für den er in jener Spielzeit 25 Treffer erzielte und Torschützenkönig der Liga wurde.
Durch diesen Erfolg wurde der Erstligist Club Necaxa auf Paredes aufmerksam und verpflichtete ihn, so dass er in den beiden kommenden Spielzeiten (1985/86 und 1986/87) in der höchsten mexikanischen Spielklasse zum Einsatz kam.
1987 wechselte Paredes zum Ligakonkurrenten Club Deportivo Irapuato und versuchte sich 1988 während eines Auslandsaufenthaltes beim FC Schalke 04, bei dem er jedoch nicht zum Einsatz kam. Daher kehrte er zunächst nach Mexiko zurück, um es noch einmal bei seinem ehemaligen Verein UAT Correcaminos zu versuchen, der zu jener Zeit der höchsten Spielklasse angehörte. Paredes konnte sich dort jedoch nicht in die Stammformation spielen und ging noch einmal nach Deutschland zurück, wo er sich dem 1. FC Magdeburg anschloss. Anschließend spielte er für die Universitätsmannschaft der U.T. de Neza, mit der er 1993 noch einmal die Zweitligameisterschaft gewann und erneut einen Aufstieg feiern durfte. Die Erstliga-Saison 1993/94 verbrachte Paredes jedoch nicht mehr beim inzwischen zu den Toros Neza umgewandelten Verein, sondern beim seinerzeitigen mexikanischen Rekordmeister Club Deportivo Guadalajara, für den er zu sieben Punktspieleinsätzen kam und im Stadtderby gegen die Leones Negros de la UdeG (1:1) am 6. Februar 1994 ein Tor erzielte.

## Erfolge
- Meister der Segunda División: 1984, 1993
- Torschützenkönig der Segunda División; 1984/85